# Marisa Morán Jahn
Pour les articles homonymes, voir Jahn.
Marisa Morán Jahn, également connue sous le nom de Marisa Jahn, est une artiste américaine multimédia, écrivaine et éducatrice habitant New York. Elle est cofondatrice et présidente de Studio REV-, une organisation artistique à but non lucratif qui a pour objectif d'influer sur la vie des travailleurs précaires, des immigrants, des jeunes et des femmes. Elle enseigne au Massachusetts Institute of Technology (MIT), ainsi qu'à l'Université de Columbia. Jahn a édité trois livres sur l'art et la politique.

## Formation
Marisa Morán Jahn est d'origine chinoise et équatorienne. Elle étudie à l'Université de Californie à Berkeley et au Massachusetts Institute of Technology (MIT). Après avoir obtenu son diplôme, elle est boursière du MIT Open Documentary Lab en 2013-2014.

## Travail artistique

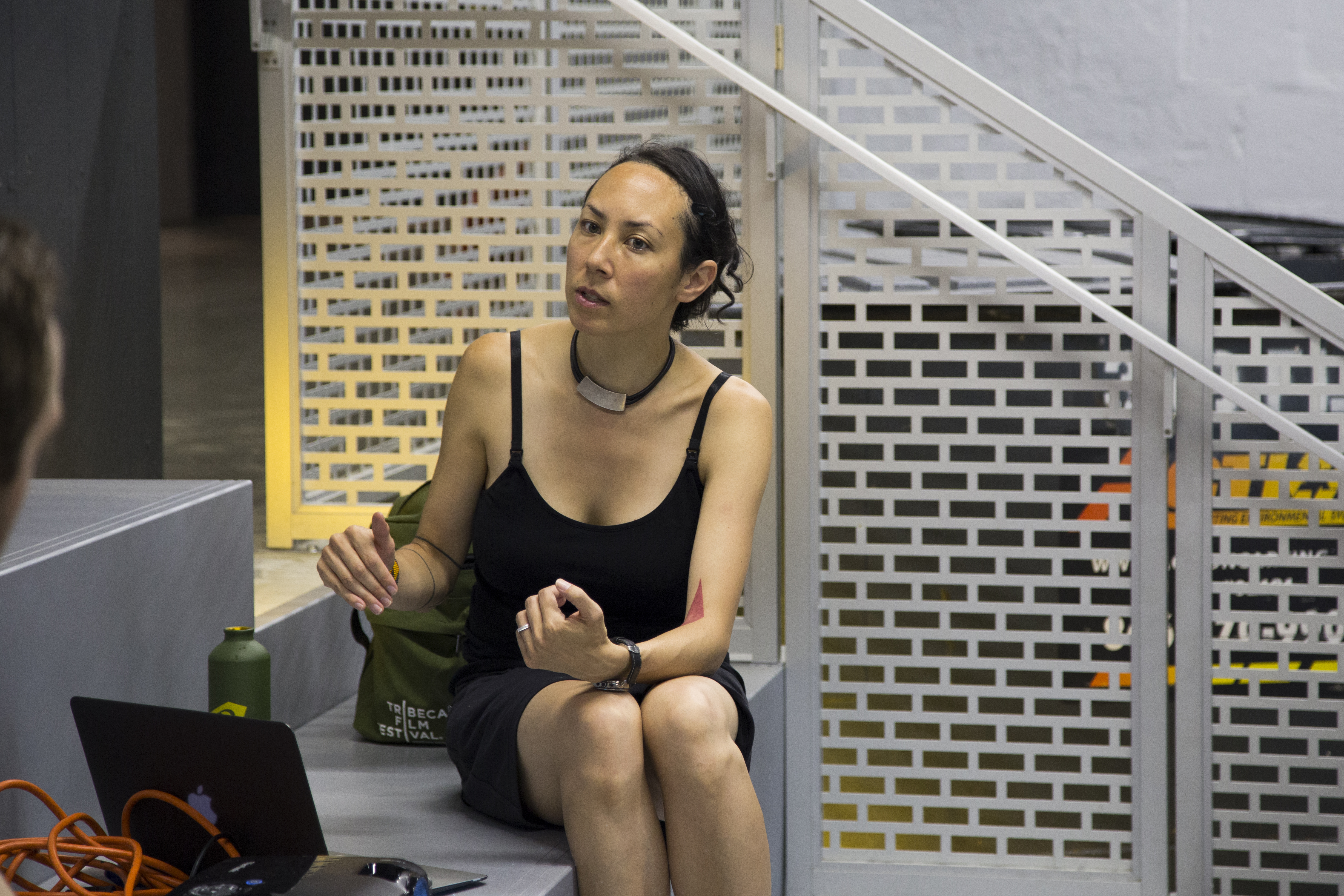
Marisa Jahn pour le New York Arts Practicum discutant de son travail

Son travail intègre la narration, l'art visuel, la performance, l'écriture et le film. Ces projets artistiques les plus connus ont été réalisés à partir de 2010. Le projet d'alphabétisation El Bibliobandido (2010) dans lequel elle a créé des ateliers et de la vidéo dans un village du Honduras,. Le projet de vidéos expérimentales sur le marché noir appelé vidéo Slink Uganda (2013). Contratados (2014), un site Web destiné à aider les travailleurs migrants à passer en revue les sites pour trouver du travail. NannyVan (2012), un projet d'art public, une application mobile et une hotline téléphonique. Ainsi qu'un projet d'art public, de série Web et un studio mobile appelé CareForce (2017) qui traite du statuts des aidants.

### El Bibliobandido
El Bibliobandido est un projet d’alphabétisation et d’art public commencé en 2010. Un bandit masqué mange des histoires et fait peur aux enfants jusqu’à ce qu’ils offrent des histoires qu’ils ont eux-mêmes écrites. Initiée dans une communauté du Honduras à faible taux d'alphabétisation, la communauté poursuit chaque mois les ateliers de Bibliobandido, inventant de nouveaux personnages et épisodes avec 19 villages participants. Jahn a amené ce méchant conteur d'histoires dans d'autres endroits en Amérique du Nord, notamment le Pérez Art Museum Miami, le Studio Museum of Harlem et la bibliothèque publique de Seattle, qui organise des formations sur le thème du bibliobandido à l'intention des bibliothécaires, partout dans la ville,.

### CareForce
Careforce est un projet d'art public et une série documentaire de PBS co-produit par la cinéaste Yael Melamede. Deux studios mobiles sont utilisés pour cette création, la NannyVan et le Careforce One. 
Ce projet permet d'amplifier la voix des aidants, une main-d'œuvre qui connait une très forte croissance aux États-Unis. Créé en partenariat avec des activistes tels que la MacArthur Fellow Ai-jen Poo et des femmes immigrantes associées au sein de la National Domestic Workers Alliance (en) qui compte plus 10 000 membres. CareForce utilise l’art, le cinéma, la danse participative. Le projet permet de s'interroger sur la connaissance des droits et de créer un mouvement en informant les gouvernantes, les aides ménagères, les aidants naturels et leurs employeurs de l’évolution des lois. Careforce est rendu accessible aux travailleurs dans les espaces publics, les arrêts de transports en commun, les centres sociaux et présenté aux employeurs dans des lieux culturels tels que le Brooklyn Museum ou le Pérez Art Museum,,,.

### Slink Uganda
En 2013, Jahn a collaboré avec l'ethnographe des médias Paul Falzone et une équipe de Vidéo-jockey est-africain pour créer le projet vidéo Slink Ouganda. un projet financé par Creative Capital (en) et Apexart (en). Ce projet propose de glisser (« slinking », d'où vient le nom du projet) des films expérimentaux sur des DVD commerciaux piratés. Ces vidéos sont réalisées par des artistes de la diaspora : Paul D. Miller alias Dj Spooky, Rashaad Newsome avec Kenya Robinson, Akosua Adoma Owusu, Kamau Patton, Zina Saro-Wiwa, Hank Willis Thomas avec Terence Nance et Saya Woolfalk. Doublées par des traducteurs locaux puis diffusées dans les cinémas illégaux en Ouganda, ces courtes vidéos sont comme des avant-premières du film principal et ont été vues par des millions de téléspectateurs.

### New Day, New Standard
En 2012, Studio REV et Jahn ont dirigé une collaboration avec l'association Domestic Workers United et des membres du Center for Civic Media du MIT, notamment Sasha Costanza-Chock, pour créer une application baptisée New Day, New Standard (NDNS). Cette application informe les nounous, des aides ménagères et des aides familiaux de New-York sur leurs droits en vertu de la Charte des droits des travailleurs domestiques de 2010. Reconnu par CNN comme l'une des « cinq applications pour changer le monde », Jahn a présenté le projet à différents endroits, notamment au Musée d'art moderne et à la Maison Blanche.

### Contratados
Créé par Centro de los Derechos del Migrante (Centre des droits des migrants), Research Action Design (RADCAT) et Studio REV-, Contratados (2014) est un site internet qui permet aux travailleurs migrants du Mexique de classer leurs employeurs, de rechercher des emplois conviviaux et d'accéder à des podcasts et des bandes dessinées qui les informent de leurs droits. 

## Prix et distinctions
Elle est récipiendaire de divers prix, notamment : Creative Capital Sundance Institute, Fonds pour les nouveaux médias du Tribeca Film Institute, Fondation Rockefeller, et National Endowment for the Arts (NEA). Elle a reçu le prix 2017 Anonymous Was A Woman de Philanthropy Advisors, LLC.